# 邦多内
邦多内（義大利語：Bondone），是意大利特伦托自治省的一个市镇。总面积19平方公里，人口675人，人口密度35.5人/平方公里（2009年）。ISTAT代码为022021。